# Noor Alam
Noor Alam (Talagang, 5 december 1929 - 30 juni 2003) was een hockeyer uit Pakistan. 
Ahmed won met de Pakistaanse ploeg de gouden medaille tijdens de Olympische Spelen 1960 in Rome door in de finale India te verslaan. Dit was de eerste nederlaag voor India op de Olympische Spelen. In 1958 en 1962 won hij de gouden medaille tijdens de Aziatische Spelen.

## Erelijst
- 1956 –  Olympische Spelen in Melbourne
- 1958  –  Aziatische Spelen in Tokio
- 1960 –  Olympische Spelen in Rome
- 1962  –  Aziatische Spelen in Jakarta